# Чулково (Нижегородская область)
Чулко́во — село в Вачском районе Нижегородской области, административный центр Чулковского сельсовета. Находится на высоком правом берегу Оки.
В прошлом — деревня Липовицкого прихода Муромского уезда Владимирской губернии.
Около Чулково существует пристань с одноимённым названием, которая использовалась, вплоть до 1990-х годов, в том числе, для судов регулярного пассажирского сообщения по маршруту Касимов — Нижний Новгород.

## Из истории
- В 1850-х годах Чулково входило в состав владений князя Сергея Григорьевича Голицына[5].
- В начале 1890-х годов в Чулково остановился восхищённый окружающими окскими пейзажами художник Исаак Левитан, однако реакция местного населения на него и его спутницу заставили его быстро покинуть Чулково, после чего он обосновался в Плёсе[6].
- В «Историко-статистическом описании церквей и приходов Владимирской епархии» за 1897 год сказано, что деревня Чулково относится к приходу Липовицкого погоста и находится на расстоянии пяти вёрст от церкви[7].
- В дореволюционные годы в Чулково существовал народный промысел — кустарное производство сундуков, обитых железом[8].

## Население
| 1859 | 1897 | 1905 | 1926 | 1999 | 2002 | 2010 |
| ---- | ---- | ---- | ---- | ---- | ---- | ---- |
| 737  | ↗752 | ↗926 | ↘893 | ↗933 | ↘809 | ↘750 |

## Чулково в наши дни
В Чулково имеется средняя школа и участковая больница. Также на территории Чулковского сельсовета находится Дом Культуры, с 2008 года он находится в новом современном здании при въезде в село. С 2006 года село газифицированно. В Чулково есть стационарная телефонная связь, в нём также установлен «красный» таксофон с номером (83173) 76-171. В селе имеется ветеринарный пункт (тел. 76-135). В Чулково немало новых кирпичных частных домов и хозяйственных строений.
В Чулково зарегистрировано крупнейшее сельскохозяйственное предприятие Чулковского сельсовета — СПК «Нива».

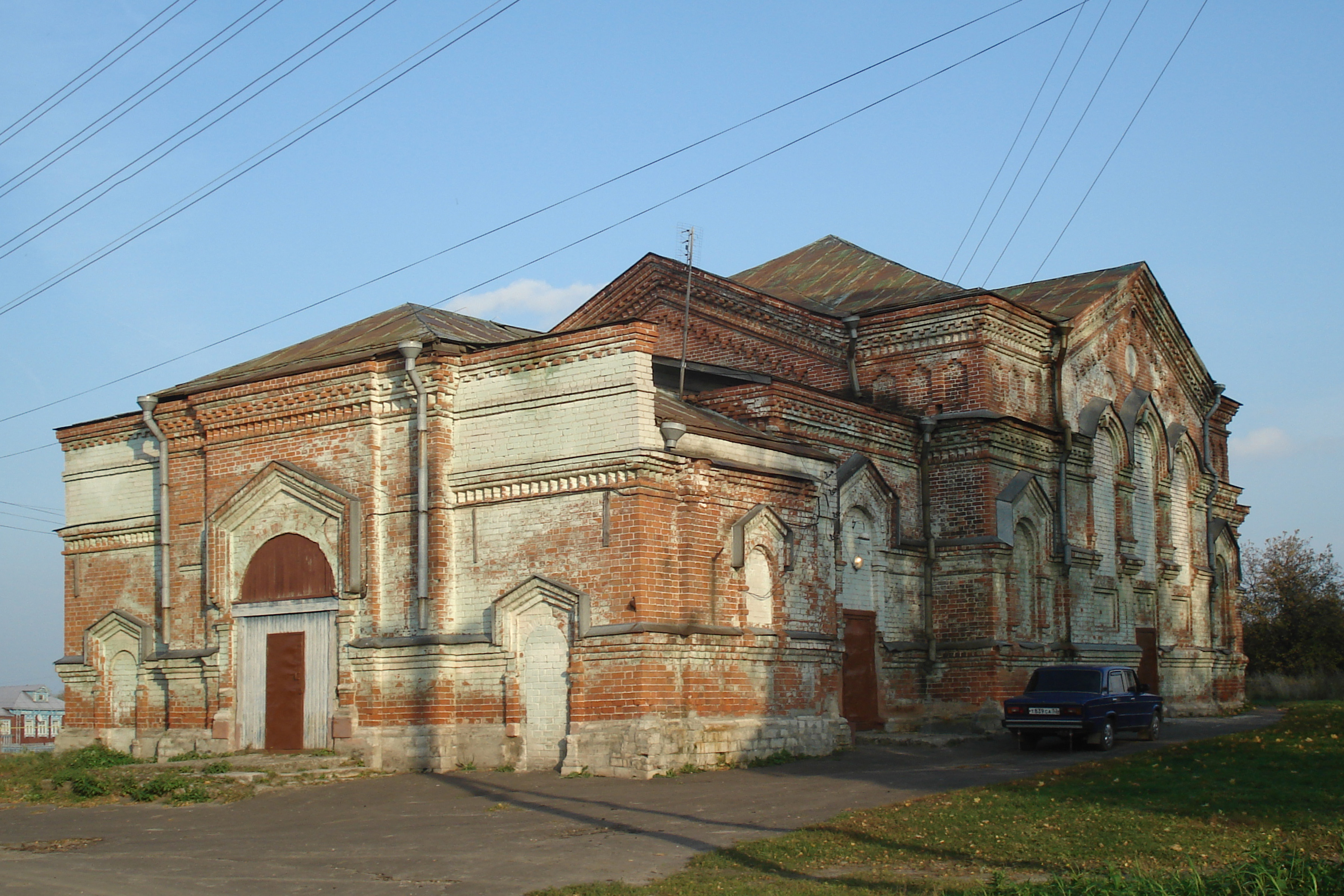
Чулково. Бывшая Сретенская церковь

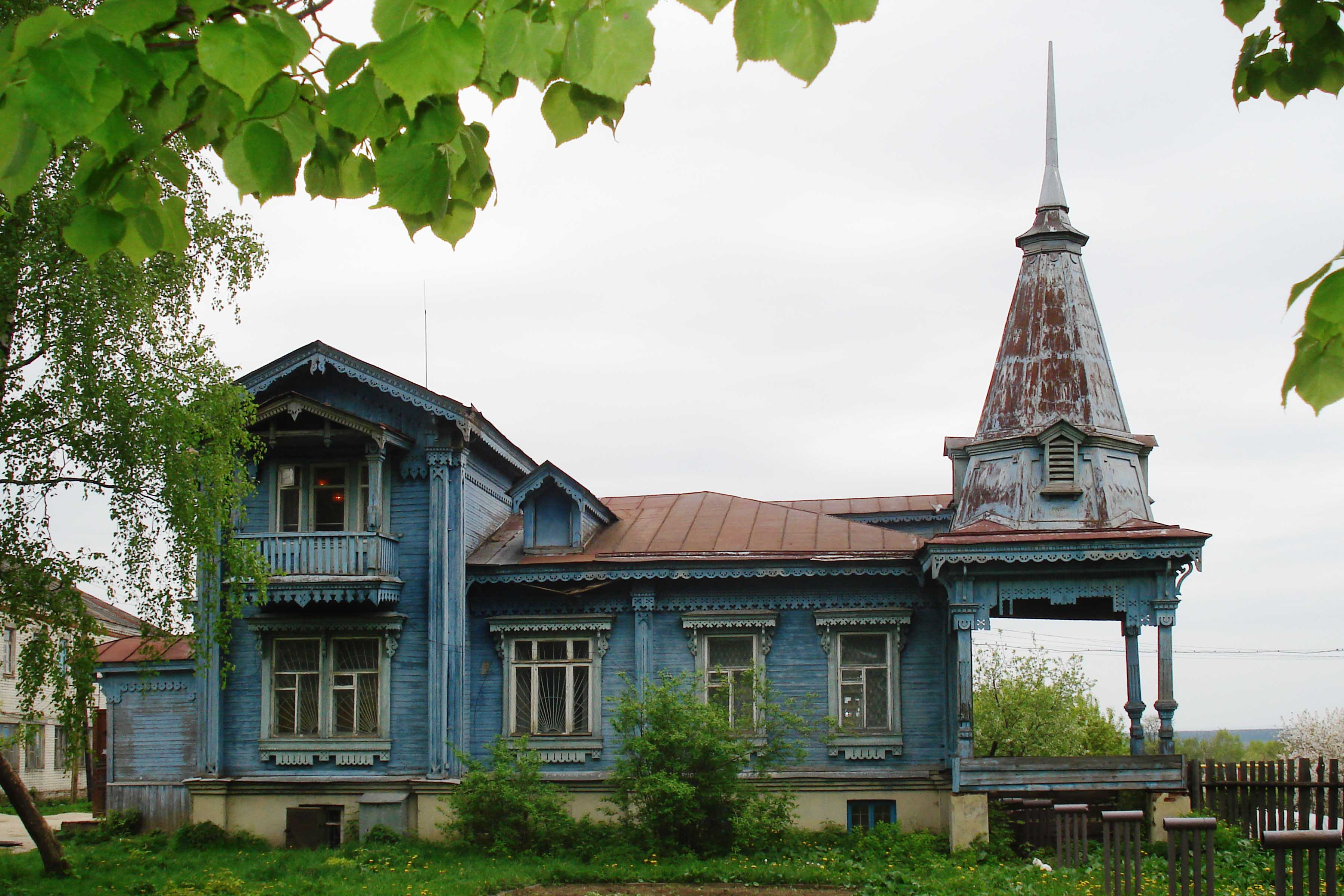
Чулково. Библиотека и почта

Кирпичная Сретенская церковь XIX века работала до 1930 года, на время, пока храм был закрыт, была построена небольшая деревянная церковь (моленная). С 2013 начались восстановительные работы, настоятель храма в настоящее время — иерей Александр Путихин.
Доехать до Чулково на автомобиле можно по автодороге Р125 Муром — Нижний Новгород, повернув по указателю на Чулково у Федурино (рядом с поворотом на Вачу) и проехав 17 км по асфальтированной дороге. До Чулково из Павлово через Вачу регулярно ходит рейсовый автобус по маршруту № 108.
Регулярное пассажирское сообщение по Оке прекращено в 1996 году.

## Известные личности, связанные с Чулково
- Восторгов, Николай Евдокимович (1875—1930) — священномученик, священник Сретенской церкви Чулково (1927—1929)[21].
- Кондуков, Виктор Павлович — Герой Социалистического Труда, председатель колхоза «Идея Ильича»[16].